# شارلین هریس
شارلین هریس (به انگلیسی: Charlaine Harris) نویسنده آمریکایی است.
وی نویسنده مجموعه داستان‌های اسرار خون‌آشام جنوب است.